# Olgun Toker
Olgun Toker (* 12. März 1986 in Mersin) ist ein türkischer Schauspieler.

## Leben und Karriere
Toker wurde am 12. März 1986 in Mersin geboren. Er studierte am Müjdat Gezen Art Center. Sein Debüt gab er 2011 in dem Film Saklı Hayatlar. Danach war er in dem Filmen Kurtuluş Son Durak, Hükümet Kadın und Küçük Esnaf zu sehen. Anschließend trat er in der Fernsehserie Son auf. Unter anderem bekam Toker Rollen in Benim Adım Gültepe, Karadayı, Şeref Meselesi und Hayat Şarkısı. Seinen Durchbruch hatte er 2019 in der Serie Bir Aile Hikayesi. 2020 spielte Toker in der Serie Arıza die Hauptrolle.

## Filmografie (Auswahl)
Filme
- 2011: Saklı Hayatlar
- 2011: Aşk ve Devrim
- 2012: Kurtuluş Son Durak
- 2012: Bir Ses Böler Geceyi
- 2013: Hükümet Kadın
- 2014: Hükümet Kadın 2
- 2015: Kir
- 2016: Küçük Esnaf
- 2017: Benim Babam Bir Melek
- 2018: Yol Arkadaşım 2

Serien
- 2012: Son
- 2012–2014: Karadayı
- 2014: Benim Adım Gültepe
- 2015: Şeref Meselesi
- 2015: Tatli kuçük yalançilar
- 2017–2020: Hayat Sırları
- 2020–2021: Arıza
- 2022: Annenin Sırrıdır Çocuk
- 2022–2025: Mezarlık – Der Friedhof (Mezarlık)